# Dusona temporalis
Dusona temporalis là một loài tò vò trong họ Ichneumonidae.